# Natação nos Jogos Pan-Americanos de 2007 - 100 m costas masculino
O evento dos 100 m costas masculino nos Jogos Pan-Americanos de 2007 foi realizado no Rio de Janeiro, Brasil, com a final realizada em 22 de julho de 2007.

## Medalhistas
| Ouro   | USA Randall Bal    |
| Prata  | USA Peter Marshall |
| Bronze | BRA Thiago Pereira |

## Resultados

### Final
| Posição | Nadador          | Nação              | Tempo | Nota |
| ------- | ---------------- | ------------------ | ----- | ---- |
| 1       | Randall Bal      | USA Estados Unidos | 53.66 |      |
| 2       | Peter Marshall   | USA Estados Unidos | 54.64 |      |
| 3       | Thiago Pereira   | BRA Brasil         | 54.75 |      |
| 4       | Pascal Wollach   | CAN Canadá         | 55.91 |      |
| 5       | Leonardo Guedes  | BRA Brasil         | 56.13 |      |
| 6       | Tommy Sacco      | CAN Canadá         | 56.22 |      |
| 7       | Omar Pinzón      | COL Colômbia       | 56.26 |      |
| 8       | Nicholas Neckles | BAR Barbados       | 56.36 |      |